# Van Bakenes
Van Bakenes is een Nederlandse familienaam. De naam werd ook wel geschreven als Van Bakenesse, Van Baeckenes(se) of Van Backenes.

## Oorsprong van het geslacht
Leden van het oude aanzienlijke geslacht Persijn waren heren van Waterland. De Persijns zetelden in Het Huis te Velzen, dat zij in leen hadden van de graaf van Holland.  Zij bezaten vele goederen en behoorden tot de machtigste geslachten van Holland in de 12e, 13e en 14e eeuw. Een telg uit dit geslacht werd stamvader van het geslacht Van Bakenes

## Geslacht van Bakenes
Simon Persijn geb. ca. 1247 ging zich ‘Van Bakenes’ noemen nadat hij het goed Bakenes bij Haarlem van zijn broer Jan in leen had gekregen. En ook zijn nakomelingen met als eerste zijn zoon Jacob bleven zich Van Bakenes noemen. Jacob van Bakenes(se) was opgenomen in de ‘ridderstand’. Hij wordt vermeld onder de schildknapen van de graaf van Holland, Willem III van Holland (de Goede).
Een bekende van Bakenes is Dirc, geb ca. 1340 en overleden 16.10.1393. Hij was de stichter van Het Hofje van Bakenes te Haarlem.
De nakomelingen van Jacob bleven belangrijke maatschappelijke posities bekleden - ook in Haarlem. Ze werden schepenen en burgemeesters en behoorden tot de patriciërs. Ze waren onder meer lid van het prestigieuze Heilige Kerstmisgilde te Haarlem. Bekend als schepenen zijn: Claes van Bakenesse in 1348, 1358 en 1365 en Jacob van Bakenesse in 1352 tot en met 1354.
Later in de tijd woonden zij waarschijnlijk niet meer op Bakenes, maar ten noorden van het Grote Kerkhof in Haarlem waaronder de Begijnestraat.
Delen van het geslacht Van Bakenes stierven uit bij gebrek aan mannelijke nakomelingen al bleef de familienaam gehandhaafd, soms door nakomelingen van gehuwde dochters (Van) Bakenes die de familienaam bleven voeren.

## Familiewapen van Bakenes
Het wapen Van Bakenes zoals dat door de dragers van die naam gevoerd werd is afgeleid van het wapen van Persijn. Het werd in later tijd ook gevoerd door families van Bakkenes. Wapenbeschrijving: “Een schuine "falce" of band van goud, beladen met drie rode kruizen op een veld van azuur”.

## Geltsack van Bakenes
Anderen, zoals de familie Geldzack, voegden, terecht of onterecht, de naam ‘Van Bakenes’ aan hun eigen naam toe. Op een pilaar in de Grote of Sint-Bavokerk te Haarlem is nog een wapenbord te vinden van het geslacht ‘Geltsak de Bakenes’.

## Uitgestorven?
Ongeveer 300 jaar waren er mensen die aantoonbaar in rechte lijn afstamden van Simon van Bakenes. Zij hebben, zij het mondjesmaat, hun sporen vooral in Haarlem nagelaten. Zo vinden we in Haarlem de Bakenessergracht, de Bakenesserkerk en het Hofje van Bakenes.
Anno 2007 waren er in Nederland nog 702 dragers van de naam Bakkenes.